# Troms
Troms este o provincie (fylke) în Norvegia cu reședința la Tromsø. 

## Istorie recentă
La 1 ianuarie 2020 prin fuziunea cu provincia Finnmark au format o nouă provincie numită Troms og Finnmark. 
În luna februarie a anului 2022, conducerea provinciei nou-înființate cere parlamentului norvegian divizarea acesteia în două.  
În luna iulie a aceluași an, cererea este aprobată de parlament, astfel că din 1 ianuarie 2024 se revine la situația inițială cu două provincii Finnmark și Troms. Diferit de situația dinainte de 2020 este mutarea comunei  Tjelsund din provincia Finnmark în provincia Troms.

## Comunele
Troms are 25 de comune:
1. Balsfjord
2. Bardu
3. Berg
4. Bjarkøy
5. Dyrøy
6. Gratangen
7. Harstad
8. Ibestad
9. Gáivuotna - Kåfjord
10. Karlsøy
11. Kvæfjord
12. Kvænangen
13. Lavangen
14. Lenvik
15. Lyngen
16. Målselv
17. Nordreisa
18. Salangen
19. Skånland
20. Skjervøy
21. Sørreisa
22. Storfjord
23. Torsken
24. Tranøy
25. Tromsø